# Full Circle (àlbum)
Full Circle és el vuitè àlbum d’estudi de la banda de rock americana The Doors, publicat al 1972 per Elektra Records. És el segon treball després de la mort de Jim Morrison, i l’últim abans d’un descans de la banda fins l’àlbum de 1978 An American Prayer.

## Enregistrament
Mentre que Other Voices va ser, fins a cert punt, una extensió de les sessions de L.A. Woman (alguns del temes ja s'havien començat a treballar abans de la marxa de Morrison a París), Full Circle va ser un disc autònom on la banda va aprofundir en diferents sons, des de la fusió llatina de «The Piano Bird» fins al funk de «Verdilac». Per les sessions d’enregistrament es van envoltar de músics de sessió de primer nivell, com Leland Sklar baixista reconegut per haver treballat amb James Taylor, o Bobbye Hall, percussionista de títols tan importants com «Me and Bobby McGee» de Janis Joplin, «Ain’t No Sunshine» i «Lean on Me» de Bill Withers o «Inner City Blues» de Marvin Gaye.
Aquest àlbum és el primer treball de la banda en que no compta amb la col·laboració de Bruce Botnick, enginyer de so a tots els àlbums de The Doors i productor dels dos últims, L.A. Woman i Other Voices.

## Publicació
Full Circle va ser publicat el 15 d’agost de 1972. Va tenir l’acollida més fluixa en la carrera de The Doors, amb la posició 68 de la llista Billboard 200 com a topall.
«The Mosquito» va ser llançat com senzill promocional, essent l’últim de la banda que va arribar a les llistes d’èxit, a la posició 85 de la Billboard Hot 100.

## Llista de cançons
| 1. | «Get Up and Dance» | Robby Krieger, Ray Manzarek | 2:25 |
| 2. | «4 Billion Souls»  | R. Krieger                  | 3:18 |
| 3. | «Verdilac»         | R. Krieger, R. Manzarek     | 5:40 |
| 4. | «Hardwood Floor»   | R. Krieger                  | 3:38 |
| 5. | «Good Rockin»      | Roy Brown                   | 4:22 |

| 1. | «The Mosquito»                          | R. Krieger, R. Manzarek, John Densmore | 5:16 |
| 2. | «The Piano Bird»                        | J. Densmore                            | 5:50 |
| 3. | «It Slipped My Mind»                    | R. Krieger                             | 3:11 |
| 4. | «The Peking King and the New Yor Queen» | R. Manzarek                            | 6:25 |

## Personal
The Doors
- Ray Manzarek – veu, teclats
- Robby Krieger – veu, guitarra, harmònica
- John Densamore – bateria

Músics addicionals
- Leland Sklar – baix a «Hardwood Floor», «The Mosquito» i «It Slipped My Mind»
- Chico Batera – percussió a «The Piano Bird» i «The Peking King and the New York Queen»
- Jack Conrad – baix a «4 Billion Souls», «Good Rockin», «The Piano Bird» i «The Peking King and the New York Queen», guitarra rítmica a «The Piano Bird»
- Charles Larkey – baix a «Verdilac» i «The Piano Bird»
- Chris Ethridge – baix a «Get Up and Dance»
- Bobby Hall – percussió a «Verdilac», «The Piano Bird» i «The Peking King and the New York Queen»
- Charles Lloyd – saxòfon tenor a «Verdilac», flauta a «The Piano Bird»
- Venetta Fields – veu de fons
- Clydie King – veu de fons
- Melissa MacKay – veu de fons

### Producció
- Producció – The Doors
- Enginyeria – Henry Lewy
- Disseny – Pacific Eye & Ear
- Il·lustració – Joe Garnett

## Llistes

#### Àlbum
| Any  | Llista        | Posició | Setmanes llista |
| ---- | ------------- | ------- | --------------- |
| 1972 | Billboard 200 | 31      | 15              |

#### Senzill
| Any  | Senzill (Cara A / Cara B)             | Llista            | Posició | Setmanes llista |
| ---- | ------------------------------------- | ----------------- | ------- | --------------- |
| 1972 | «The Mosquito» / «It Slipped My Mind» | Billboard Hot 100 | 85      | 4               |